# Tarvaspää
Tarvaspää est la maison-atelier du peintre finlandais Akseli Gallen-Kallela située à Espoo en Finlande et qui fonctionne de nos jours comme Musée Gallen-Kallela.

## Architecture
Tarvaspää fut conçue et construite par Akseli Gallen-Kallela entre 1911 et 1913. Le bâtiment est situé à Espoo à une dizaine de kilomètres d'Helsinki, au nord de la baie de Laajalahti, à proximité de la voie Turunväylä. Dans le bâtiment, l'atelier est représentatif du style romantique national, la tour rappelle l'architecture des châteaux d'Europe centrale et la loggia évoque la Renaissance italienne. Gallen-Kallela avait prévu de faire une peinture murale sur les murs blancs du bâtiment, mais n'a jamais réalisé ce projet. Tarvaspää a été construit sur le terrain du manoir d'Alberga.

## Le musée Gallen-Kallela
Le musée Tarvaspää a été ouvert au public en 1961. Dans la cour de Tarvaspää, il y a une maison en bois qui servait à l'époque d'habitation à Gallen-Kallela et qui accueille maintenant un café et un restaurant.
Le Musée apparaît dans le film de Ken Russel sorti en 1967 et intitulé Un cerveau d'un milliard de dollars.

## Galerie

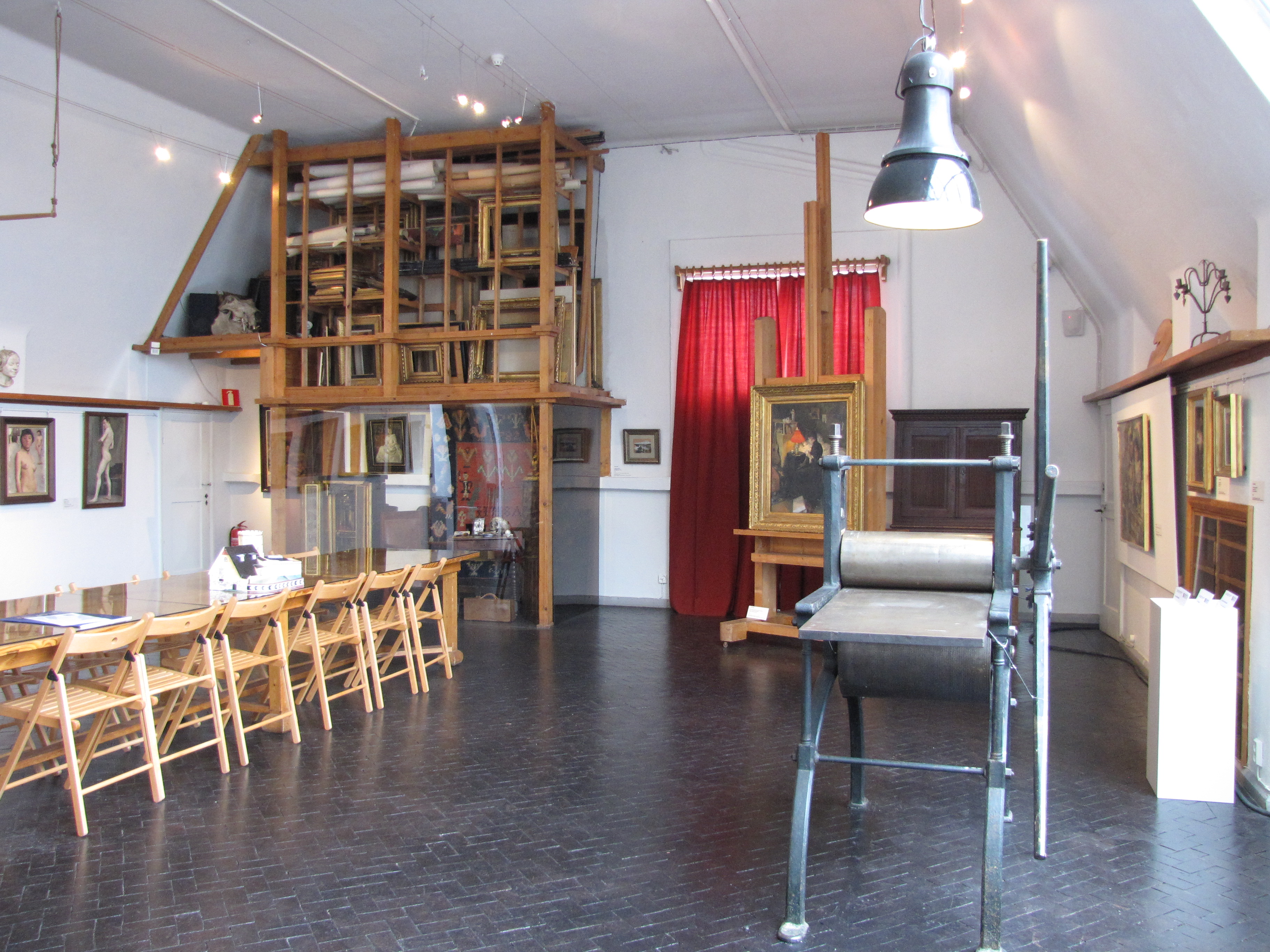
L'atelier de Tarvaspää.
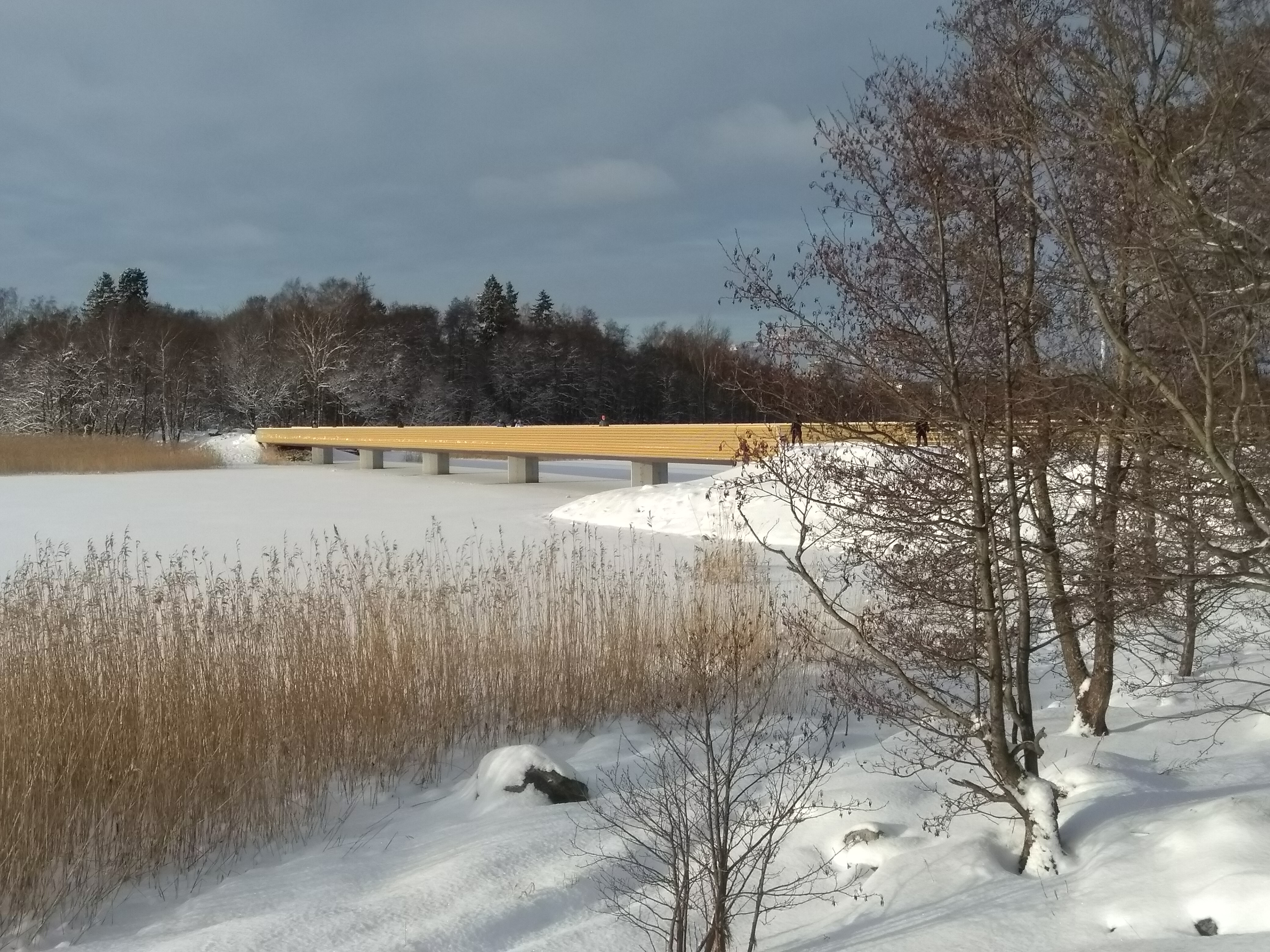
Le pont de l'ouest de Tarvo.